# گمینا ویداوا
گمینا ویداوا (به لهستانی:  Gmina Widawa) یک گمینا در لهستان است که در شهرستان واسک واقع شده‌است. گمینا ویداوا ۱۷۸٫۰۴ کیلومتر مربع مساحت و ۷٬۹۵۴ نفر جمعیت دارد.